# Васильчикова, Мария Илларионовна
Княжна Мари́я Илларио́новна Васи́льчикова (Marie Vassiltchikov, известна также как «Мисси» (Missie; 29 декабря 1916 (11 января 1917), Петроград — 12 августа 1978, Лондон) — русская аристократка из рода Васильчиковых, причастная к событиям заговора 20 июля с целью убийства Гитлера, оставила подробный дневник, выдержавший несколько переизданий.

## Биография
Васильчикова родилась незадолго до Февральской революции и была четвёртым ребёнком члена IV Государственной думы князя Иллариона Сергеевича Васильчикова и Лидии Леонидовны, урождённой княжны Вяземской.
Весной 1919 года семья эмигрировала из России, Мария росла в веймарской Германии, Франции и Литве (Каунас, с 1932 года). В Литве перед революцией находилось имение Васильчиковых, и там же её отец начинал службу. В 1938—1940 годах Мисси жила в Швейцарии, ухаживая за смертельно больным старшим братом.
С января 1940 года литовские гражданки сёстры Мария и Татьяна (впоследствии, в замужестве — княгиня Меттерних) Васильчиковы служили в гитлеровском Берлине — сначала в бюро радиовещания, затем в Информотделе МИД, общаясь преимущественно с представителями немецкой аристократии (связи, установленные ещё их родителями в дофашистскую эпоху). Среди друзей Марии были непосредственные участники заговора 20 июля — Клаус фон Штауффенберг, Адам фон Тротт (его секретарём она была), Готфрид фон Бисмарк и другие, была она близко знакома и с членами их семей. В заговоре как таковом она не участвовала.
В последние месяцы войны Мисси работала медсестрой в Вене и эвакуировалась в Западную Австрию, где её застал конец войны. В 1946 году вышла замуж (венчание происходило по православному обряду) за американского офицера-разведчика Питера Харндена (1913—1971), и жила с ним в Париже, где Харнден занялся архитектурой, а затем в каталонском Кадакесе. У Харнденов родилось четверо детей: Марина (1948), Энтони (1951—1999), Майкл (1954) и Александра (1956). После смерти мужа в 1971 году Мария переехала в Лондон.
За полтора года до смерти побывала как турист в Ленинграде, посетила дом, где родилась (в то время в нём находился ДОСААФ). Умерла от лейкемии.

## Берлинский дневник
Единственное произведение Васильчиковой — «Берлинский дневник 1940—1945 г.» на английском языке, который она вела с чрезвычайной подробностью с первых дней службы в Берлине. Это один из немногих уцелевших текстов, исходящих из круга заговорщиков 20 июля и документирующих их деятельность; кроме того он предоставляет большой интерес с точки зрения эволюции взглядов немецкой аристократии на войну и нацизм. Начиная с провала заговора она вела записи при помощи особого скорописного шифра, продолжая их во время бомбёжек и артобстрелов в Вене; текст прекращается на эвакуации в Западную Австрию (незадолго до знакомства с будущим мужем).
Васильчикова приготовила дневник к публикации незадолго до кончины, но издан он её братом Георгием уже посмертно (1984) и к 1993 году был переведён на 9 языков, в 1994 году вышло русское издание (М., изд-е журнала «Наше наследие»). Дневник Васильчиковой получил большое признание и известность во всём мире.
В то же время, по версии историка Генри Эшби Тёрнера, подлинным автором дневника мог быть её брат, князь Георгий Илларионович Васильчиков.